# 의정부 나들목
의정부 나들목(Uijeongbu IC)은 경기도 의정부시 장암동에 설치된 수도권제1순환고속도로의 14번 교차로이다. 의정부시내 및 서울 시내 (노원구 일대)로 진출할 수 있다. 인근에는 서울특별시 도시철도공사 도봉차량사업소 (서울 지하철 7호선 장암역), 수락산이 있으며, 동부간선도로 시점과 가까이 있는 것이 특징이다.

## 연혁
- 1999년 6월 24일 : 나들목 신설을 위해 의정부시 도시계획시설 교통광장에 의정부 나들목을 고시[1]
- 2006년 6월 30일 : 서울외곽순환고속도로 퇴계원 ~ 의정부 구간 개통과 함께 영업 개시[2]
- 2007년 12월 28일 : 의정부 ~ 송추 7.5km 구간 개통에 따라 전 방향 통행 개시[3][4]

## 구조물 정보
- 위치: 경기도 의정부시 장암동

## 접속하는 도로
- 국도 제3호선 (동일로), 평화로
- 간접 연결 : 서울특별시도 제61호선 (동부간선도로)

## 교통량 정보
아래 정보는 월간 교통량을 일간 교통량으로 환산한 것이다.
| 구간          | 통행량 (대/일) | 통행량 (대/일) | 통행량 (대/일) | 통행량 (대/일) | 통행량 (대/일) | 통행량 (대/일) | 통행량 (대/일) | 통행량 (대/일) | 통행량 (대/일) | 통행량 (대/일) | 통행량 (대/일) | 통행량 (대/일) | 통행량 (대/일) | 통행량 (대/일) | 각주  |
| 구간          | 2001년         | 2002년         | 2003년         | 2004년         | 2005년         | 2006년         | 2007년         | 2008년         | 2009년         | 2010년         | 2011년         | 2012년         | 2013년         | 2014년         | 각주  |
| ------------- | -------------- | -------------- | -------------- | -------------- | -------------- | -------------- | -------------- | -------------- | -------------- | -------------- | -------------- | -------------- | -------------- | -------------- | ----- |
| 별내 → 의정부 | 미개통         | 미개통         | 미개통         | 미개통         | 미개통         | 20,509         | 24,979         | 29,594         | 36,020         | 39,901         | 40,139         | 40,399         | 42,585         | 45,979         | [ 5 ] |
| 의정부 → 별내 | 미개통         | 미개통         | 미개통         | 미개통         | 미개통         | 20,809         | 25,893         | 31,232         | 38,815         | 43,040         | 43,395         | 44,458         | 46,820         | 50,138         | [ 5 ] |

## 사건
- 2013년 9월 12일 : 사패산터널 인근에서 의정부 IC 방향으로 달리던 한국도심공항 소속 6100번 공항버스가 천천히 주행중이던 승용차끼리 연쇄적으로 추돌 (9중 추돌 사고)하는 사고가 발생, 아들을 데리고 나서던 50대 운전자 부부가 숨지고 19명이 다쳤다.[6]